# Séraphin: un homme et son péché
Séraphin: un homme et son péché ist ein romantisches Filmdrama von Regisseur Charles Binamé, veröffentlicht im Jahr 2002 in Kanada. Es ist einer der finanziell erfolgreichsten Kinofilme der Provinz Québec. In der Hauptrolle ist Karine Vanasse zu sehen.

## Handlung
Im Jahr 1889 ist Père Laloge mit seinem Waren-Geschäft in Ste-Adèle, einer kleinen ländlichen Siedlung in der Provinz Québec, in argen wirtschaftlichen Schwierigkeiten. Er ist der Vater von Donalda, die schon früh ihre Mutter verloren hat. Das junge Mädchen verliebt sich in den gut aussehenden Alexis Labranche, der weggeht um Geld zu verdienen, damit sie heiraten können. Séraphin Poudrier, der kaltherzige Bürgermeister und zugleich Sargmacher, weiß die Notlage seiner Mitmenschen schamlos auszunutzen. Er leiht ihnen Geld gegen hohe Zinsen, übervorteilt sie und bringt sie völlig in die Armut. Er bietet Père Laloge seine Hilfe an im Gegenzug für die Hand von Donalda, obwohl er viel älter ist als sie. Das Mädchen lehnt ab. Erst als ihr Vater versucht sich zu erhängen, weil er keinen Ausweg mehr sieht, willigt sie notgedrungen ein und ehelicht Séraphin. In seinem Haus leben sie sehr ärmlich und vor allem ohne menschliche Wärme. Im Winter wird kaum geheizt, und das Essen ist sehr einfach. Donalda erfüllt ihre ehelichen Pflichten. Doch obwohl sie es versucht, kann sie ihren lüsternen Mann nicht lieben. Als Alexis im Frühjahr aus den Wäldern zurückkehrt, offenbart sie ihm, dass sie schwanger ist um ihm die Hoffnungslosigkeit ihrer Beziehung zu verdeutlichen und schickt ihn weg. Als sie schwer arbeitet erleidet sie eine Fehlgeburt. Das Ausmaß der Geizigkeit ihres Mannes erkennt sie erst als sie im einmal offenstehenden Dachbodenzimmer seine angehäuften Reichtümer sieht. Er liebt nur sein Geld und hat keinerlei Mitgefühl für andere. Im kalten Winter fängt Donalda an zu fiebern. Sie sucht bewusst ihren Tod, da es der einzig ehrbare Ausweg aus ihrer unglücklichen Ehe ist. Alexis kommt gerade noch rechtzeitig, um sich von ihr am Totenbett zu verabschieden. Séraphin stirbt als ein Fremder sein Haus anzündet, obwohl Alexis versucht ihn zu retten.

## Kritiken
- Adam Nayman, eye WEEKLY, 27. März 2003: „predictable conclusion … stolid little tragedy: well-acted and pretty“[1] (auf Deutsch etwa: vorhersehbares Ende … solide Tragödie: gut gespielt und hübsch anzusehen).

## Auszeichnungen
Der Film erhielt 8 Preise und 10 Nominierungen.
- 2003 gewann er siebenmal den Prix Jutra, nämlich das Golden Ticket und Jutras für Pierre Lebeau, Karine Vanasse, Jean Lépine für die beste Kameraarbeit, Michel Cusson für die beste Musik, sowie in den Kategorien bester Sound und beste Art Direction. Nominiert waren Roy Dupuis, Lorraine Richard für den besten Film, Rémy Girard und Céline Bonnier.

- 2004 beim Genie Award gewannen Charles Binamé und Lorraine Richard einen Golden Reel Award. Zusätzlich gab es sechs Nominierungen, u. a. für Karine Vanasse, Roy Dupuis und die beste Musik von Michel Cusson.

## Hintergrundinformationen
Der Film beruht auf der Novelle Un Homme et son péché aus dem Jahr 1933 von Claude-Henri Grignon (1894–1976).
Die Filmpremiere fand in Sainte-Adèle statt, dem Originalschauplatz des Buches. Anlass war der 150. Jahrestag des Bestehens der Gemeinde. Claire Grignon, die Tochter des Autors, war anwesend.
Der Stoff wurde wiederholt bearbeitet. Es gab eine Radioserie, die von 1939 an, 24 Jahre lang lief. 1949 und 1950 gab es Verfilmungen. 1956 entstand eine Fernsehserie mit 495 Folgen.
Gedreht wurde der Film in der Provinz Québec von September bis November 2001 und zusätzlich von Januar bis Februar 2002. Die Produktionsfirmen sind Alliance Atlantis Vivafilm und Cité-Amérique. Das Filmbudget betrug etwa 6,1 Millionen CAD. Mit Einnahmen von knapp 9,3 Millionen CAD war Séraphin: un homme et son péché bis mindestens 27. Juli 2006 auf Platz eins aller Filme, die in der Provinz Québec entstanden sind. Danach schob sich die kanadische Actionkomödie Good Cop Bad Cop von Regisseur Eric Canuel aus dem Jahr 2006 auf den Spitzenplatz (Stand: 24. September 2006).
Seit Juli 2004 gibt es von Kanada aus DVDs in französischer Sprache mit englischen und französischen Untertiteln zu kaufen. Unter dem englischen Titel Séraphin: Heart of Stone ist das Menü in Englisch, unter dem Originaltitel in Französisch. Die Laufzeit beträgt ca. 128 Minuten. Es ist keine Altersbegrenzung angegeben. Es gibt eine normale und eine Spezial-Edition, die eine zweite DVD beinhaltet. Diese Extras sind in Französisch. Zu sehen sind ein Behind the Scenes, gelöschte Szenen mit Kommentaren von Charles Binamé und Pierre Lebeau und ein ausführliches Making of. Man sieht z. B. den Aufbau der Holzhäuser inmitten eines Waldes. Darüber hinaus gibt es Vorschauen auf andere Filme, u. a. Die Invasion der Barbaren.
Ebenfalls seit Juli 2004 gibt es in Kanada VHS-Kassetten des Films.
Der Soundtrack von Michel Cusson erreichte mit mehr als 75 000 verkauften Exemplaren einen Rekord in Québec.